# 倫圭山
倫圭山（Mount Rungwe）是東非國家坦桑尼亞的高山，位於馬拉維湖以北，頂部破火山口直徑4公里，海拔高度2,960米，是該國南部第二高山峰，東南坡每年平均降雨量超過3,000毫米，最近一次火山爆發發生在數百年前的全新世。

## 外部連結
- Tanzania National Website
- Birdlife.org: Factsheet （页面存档备份，存于）
- Southern Highlands Conservation Programme
- Volcano Live Website（页面存档备份，存于）

9°07′S 33°38′E / 9.117°S 33.633°E